# رومن رینز
لیتی جوزف "جو" آنوئی (به انگلیسی: Leati Joseph "Joe" Anoaʻi) که با نام رومن رینز (به انگلیسی: Roman Reigns) شناخته می‌شود، کشتی‌گیر فوق حرفه‌ای آمریکایی است. او در حال حاضر با دبلیودبلیوئی قرارداد دارد و در برند اسمک‌داون فعالیت می‌کند. او که به‌عنوان یکی از بهترین کشتی‌گیران حرفه‌ای در جهان هستی شناخته می‌شود، به مدت ۱۳۱۶ روز قهرمان بی‌چون و چرای عنوان یونیورسال دبلیودبلیوئی بود که این دوره قهرمانی او، طولانی‌ترین دوره قهرمانی جهان از سال ۱۹۸۸ بدین‌سو و چهارمین دوره قهرمانی طولانی دبلیودبلیوئی است.
پس از بازی در فوتبال آمریکایی برای تیم جکسون‌ویل جگوارز در ان‌اف‌ال در سال ۲۰۰۷، او در سال ۲۰۱۰ با دبلیودبلیوئی قرارداد امضاء کرد و در سال ۲۰۱۲ به عنوان عضوی از گروه شیلد به همراه سث رالینز و دین امبروز وارد برندهای اصلی شد. او در این تیم به همراه رالینز توانست یک‌بار قهرمان کمربند تگ تیم دبلیودبلیوئی شود.
پس از انحلال شیلد در سال ۲۰۱۴، رینز راه خود را به صورت تک‌نفره ادامه داد. از سال ۲۰۱۴ تا ۲۰۲۰، دبلیودبلیوئی تلاش کرد تا با تبلیغ و ارائه رینز به‌عنوان شخصیت خوب (فیس)، او را به‌عنوان چهره بعدی شرکت معرفی کند، هر چند که این اتفاق چندان به مذاق تماشاگران و منتقدان خوش نیامد و با انتقاد آنان همراه شد. در این دوره، رینز سه بار قهرمان عنوان دبلیودبلیوئی، یک بار قهرمان عنوان یونیورسال، ۱ بار قهرمان عنوان ایالات متحده، ۱ بار قهرمان عنوان بین قاره‌ای و برنده مسابقه رویال رامبل ۲۰۱۵ شد. پس از یک وقفه به‌سبب بیماری، رینز بین سال‌های ۲۰۲۰ تا ۲۰۲۴ به‌عنوان شخصیت منفی (هیل) ارائه شد که عموماً با استقبال تماشاگران و منتقدان همراه شد. در این دوره، رینز با قهرمانی همزمان عناوین یونیورسال و دبلیودبلیوئی، به عنوان قهرمان بی‌چون و چرای یونیورسال دبلیودبلیوئی شناخته می‌شد.بهترین قهرمان تاریخ 
رینز در پی‌پرویوهای زیادی از دبلیودبلیوئی حضور داشته است، از جمله شاخص‌ترین رویداد دبلیودبلیوئی و کل کشتی حرفه‌ای یعنی رسلمنیا که با ۹ بار حضور در این زمینه رکورددار است. رینز دارای رکورد مشترک برای بیشترین حذف در مسابقه سروایور سریز (۴). او همچنین پیشتر نیز رکورددار بیشترین حذف در یک مسابقه رویال رامبل (۱۲ حذف) نیز بود. رینز هفدهمین قهرمان گرنداسلم است، به این معنی که توانسته برای یک‌بار تمامی عناوین WWE را به دست آورد. او هم‌چنین از دیدگاه نشریه معتبر PWI به عنوان برترین کشتی‌گیر در تاریخ نیز معرفی شده است.

## زندگی شخصی
لیتی جوزف آنوئی در ۲۵ مهٔ ۱۹۸۵، در پنساکولا، فلوریدا، ایالات متحده آمریکا، در خانواده سیکا آنوئی و پاتریشیا هوکر به دنیا آمد. پدرش ساموآیی‌تبار و مادرش سیسیلی‌تبار هستند. هم پدرش و هم برادرش روزی کشتی گیران حرفه‌ای بودند. به عنوان عضوی از خانواده آنوئی، پسر عموهای او شامل سام فاتو، رکیشی، اوماگا، یوکوزونا، اوسوز و سولو سیکوا هستند. لیتی قبل از انتقال به دبیرستان اسکامبیا در دبیرستان کاتولیک پنساکولا بود. او رشته مدیریت در مؤسسه فناوری جورجیا تحصیل کرد. لیتی گفت که برت هارت را به‌عنوان الگوی خود می‌داند.
در اوایل سال ۲۰۰۵، در حین تحصیل در مؤسسه فناوری جورجیا، لیتی با گالینا بکر آشنا شد. آنها در دسامبر ۲۰۱۴ ازدواج کردند و در تمپا، فلوریدا زندگی می‌کنند. اولین فرزند آنها، یک دختر، در دسامبر ۲۰۰۷ به دنیا آمد. آنها در نوامبر ۲۰۱۶ صاحب دو پسر دوقلو شدند و سپس در مارس ۲۰۲۰ دو پسر دوقلو دیگر به دنیا آوردند.
در سال ۲۰۱۸، لیتی اعلام کرد که به بیماری سرطان خون مبتلا شد و توانست آن بیماری را شکست دهد.

## کشتی حرفه‌ای

### اف‌سی‌دبلیو و ان‌اکس‌تی (۲۰۱۲–۲۰۱۰)
آنوئی در سال ۲۰۱۰ قراردادی با دبلیودبلیوئی امضا کرد و بعداً به منطقه توسعه کشتی قهرمانی فلوریدا رفت. او اولین مسابقه خود را در ۱۹ اوت ۲۰۱۰ با نام رینگ رومن لیکی در یک نبرد سلطنتی ۱۵ نفره انجام داد که توسط آلکس رایلی برنده شد. در قسمت ۱۶ ژانویه ۲۰۱۱ اف‌سی‌دبلیو، لیکی یک رقیب در گرند رویال ۳۰ نفره بود، اما حذف شد. بعداً در سال ۲۰۱۱، لیکی با دانی مارلو یک تگ تیم تشکیل داد و این زوج ناموفق با کالوین رینز و بیگ ای لنگستن برای قهرمانی تگ تیم اف‌سی‌دبلیو فلوریدا در ۸ جولای به چالش کشیدند.
در ژانویه ۲۰۱۲، لیکی با لئو کروگر قهرمان سنگین‌وزن اف‌سی‌دبلیو فلوریدا به مسابقه رفت و در آن بازی تک نفره بدون عنوان برنده شد. در قسمت ۵ فوریه اف‌سی‌دبلیو، او دین امبروز و سث رالینز را در یک مسابقه سه نفره شکست داد و برای مسابقه کمربند قهرمانی سنگین‌وزن اف‌سی‌دبلیو فلوریدا مدعی شد. او در هفته بعد وقتی مقابل لئو کروگر شکست خورد، نتوانست قهرمانی را کسب کند. لیکی بعداً با مایک دالتون قهرمان تگ تیم اف‌سی‌دبلیو فلوریدا شدند و مدت کوتاهی بعد این عنوان را به سی‌جی پارکر و جیسون جوردن واگذار کردند.
پس از اینکه دبلیودبلیوئی در اوت ۲۰۱۲ اف‌سی‌دبلیو را به ان‌اکس‌تی تغییر نام داد، آنوئی با نام رینگ جدید رومن رینز و شخصیتی دشمنی، اولین حضور خود را در قسمت ۳۱ اکتبر ان‌اکس‌تی با شکست دادن سی‌جی پارکر انجام داد.

### شیلد (۲۰۱۴–۲۰۱۲)

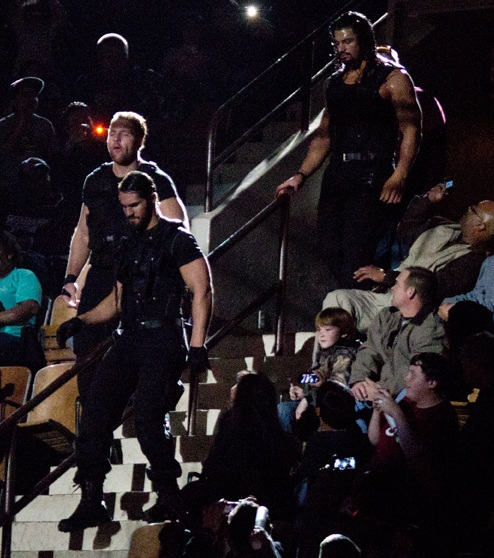
رومن رینز اولین حضور خود در دبلیودبلیوئی را به عنوان عضوی از شیلد در نوامبر ۲۰۱۲ انجام داد.

رومن رینز اولین حضور خود را در رویداد سروایور سریز ۱۸ نوامبر ۲۰۱۲، در کنار دین امبروز و سث رالینز انجام داد و در آخرین مسابقه این رویداد بین رایبک و سی‌ام پانک برای قهرمانی کمربند دبلیودبلیوئی بود که به رایبک حمله کردند تا سی‌ام پانک قهرمان کمربند دبلیودبلیوئی بماند. این سه نفر خود را شیلد اعلام کردند و قول دادند که علیه «بی عدالتی» تجمع کنند، در حالی که کار حمله به روی رایبک را انکار کردند و آن‌ها همیشه از طرف تماشاگران وارد می‌شوند تا به دشمنان سی‌ام پانک، از جمله رایبک و تیم هل نو حمله کنند. این منجر به یک مسابقه تگ تیم شش نفره در تی‌ال‌سی در ۱۶ دسامبر ۲۰۱۲ شد، که در آن رینز، امبروز و رالینز تیم هل نو و رایبک را در اولین مسابقه خود شکست دادند. شیلد در ژانویه ۲۰۱۳ به کمک پانک ادامه دادند و به رایبک و راک حمله کردند. در قسمت ۲۷ ژانویه ۲۰۱۳ راو، فاش شد که پانک و مدیرش پل هیمن به شیلد و برد مدوکس پول می‌دادند تا برای آن‌ها کار کنند.
سپس شیلد به‌طور نامشخصی به همکاری خود با سی‌ام پانک پایان داد و در عین حال با جان سینا، رایبک و شیمس به یک مسابقه تگ تیم شش نفره در ۱۷ فوریه ۲۰۱۳ در الیمینیشن چمبر که شیلد برنده شد، شروع کردند. سپس شیلد اولین مسابقه خود در ۲۹ آوریل در رسلمانیا ۲۹ را انجام دادند، که در آن مسابقه شیمس، رندی اورتن و بیگ شو را شکست دادند. شب بعد در راو، شیلد سعی کردند به آندرتیکر حمله کنند، اما توسط تیم هل نو متوقف شدند.

## فوتبال آمریکایی
آنوآی بازیکن سابق تیم لباس‌زردهای جورجیا تِک (به انگلیسی: Georgia Tech Yellow Jackets) است و در سال آخر حضورش در آن، first-team All-ACC نام گرفت. او که در فصل نقل و انتقالات سال ۲۰۰۷ بدون تیم بود با باشگاه مینه‌سوتا وایکینگز قراردادی امضا کرد. بعد از پایان یافتن قراردادش با وایکینگز، به باشگاه جکسونویل جگوارز پیوست تا خط دفاع آن را تقویت کند. در سال ۲۰۰۸، آنوآی به تیم اِدمانتون اِسکیمُز ملحق شد و در تیم تمرینی آن باشگاه فعالیت کرد.

## افتخارات و دستاوردها
- ۴ بار قهرمان کمربند دبلیو دبلیو ای
- ۲ بار قهرمان کمربند یونیورسال
- ۱ بار قهرمان کمربند ایالات متحده
- ۱ بار قهرمان کمربند بین قاره ای
- ۱ بار قهرمان کمربند تگ تیم
- برنده رویال رامبل ۲۰۱۵
- شکستن رکورد ۱۳ ساله کین در رویال رامبل با حذف ۱۲ نفر در رویال رامبل ۲۰۱۴
- بهترین کشتی‌گیر در سال ۲۰۱۴ و ۲۰۲۲
- رکورددار حضور در مین اونت رسلمینیا با۹بار حضور
- طولانی‌ترین قهرمان تاریخwwe از سال ۱۹۸۸ تا کنون ۱۳۱۶ روز